# 民政総署

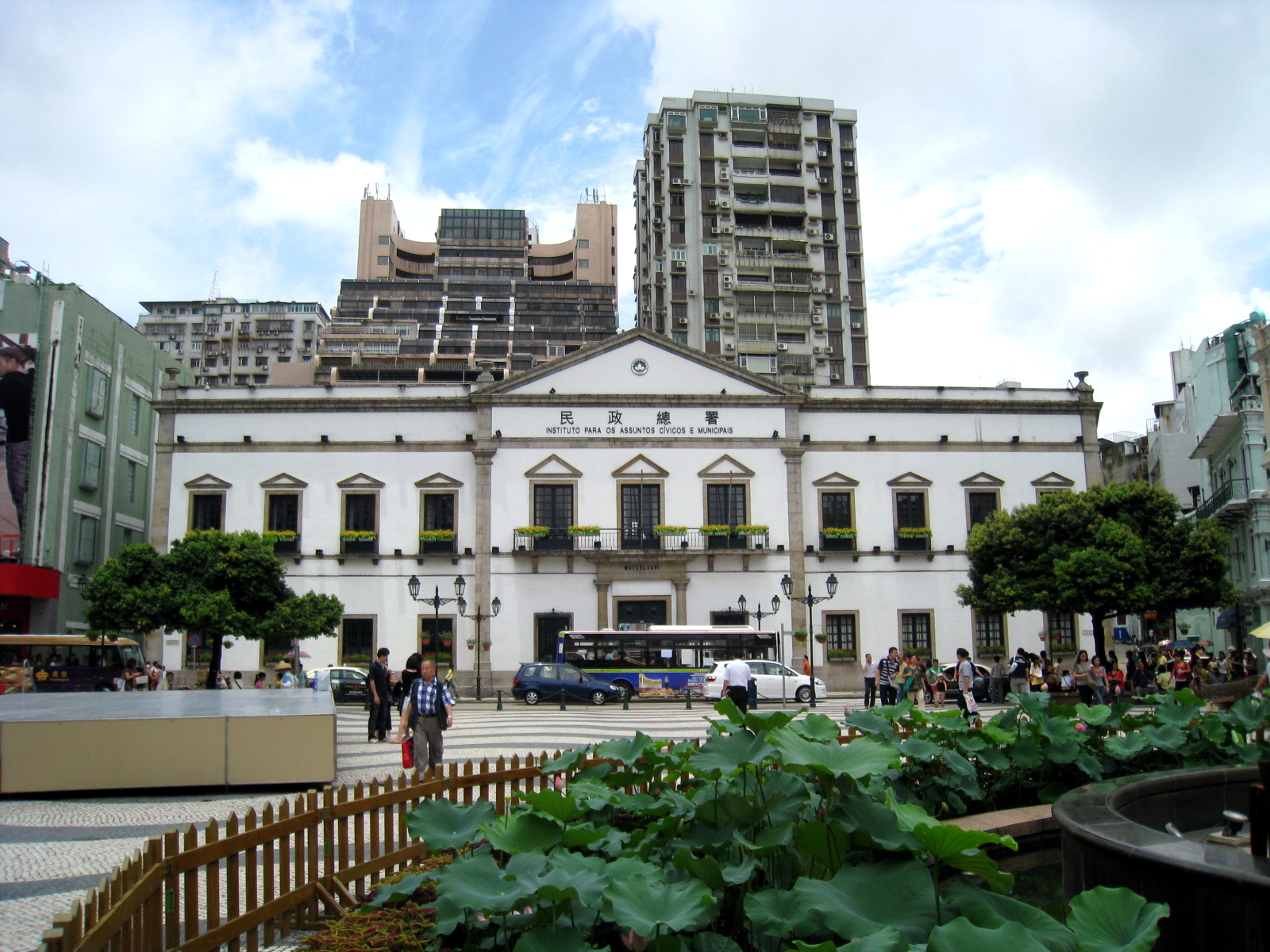
民政総署大楼（庁舎）

民政総署（みんせいそうしょ、中国語: 民政總署、ポルトガル語: Instituto para os Assuntos Cívicos e Municipais）は、かつて中華人民共和国マカオ特別行政区において基礎自治体相当の行政を司った役所。2002年から発足した。2019年1月1日をもって廃止され、その業務は同日に成立した市政署（ポルトガル語: Instituto para os Assuntos Municipais）へと引き継がれた。

## 概要
かつての澳門市や海島市が司っていた地方行政を継承した。マカオ全域を管轄するが、民政総署は特別行政区政府の一部局ではなく、あくまでも独立した公法人である。
民政総署の本部はマカオ歴史地区にある民政総署大楼で、ユネスコ世界遺産に登録された建築物である。その他に出張所として「市民服務站」を各地に設けている。
2018年7月30日、澳門立法会は、澳門特別行政区政府が提出した《設立市政署》法案を細則審議の上で可決した。その後、2018年8月2日に《第9/2018号法律〈設立市政署〉》が澳門特別行政区公報に掲載され、同法は2019年1月1日に施行された。これにより、17年間存続してきた民政総署は廃止され、その大部分の職能および職員は新設される市政署へと移管されることとなった。しかしながら、市政諮詢委員の全員が澳門行政長官による任命制となり、かつてのポルトガル統治時代において、ポルトガル人住民が間接選挙を通じて実権を持つ議事会を選出する権利を有していた状況とは大きく異なっている。このため、市政署の設置はポルトガル領時代と比較しても一層後退し、専制的であるとの批判が寄せられ、またこれにより澳門の自治の伝統が正式に消滅したと指摘する声もある。

## 機構
- 管理委員会（執行機関）
- 諮詢委員会（議決機関）
- 監察委員会（監察機関）